# Plac Siedmiu Świątyń

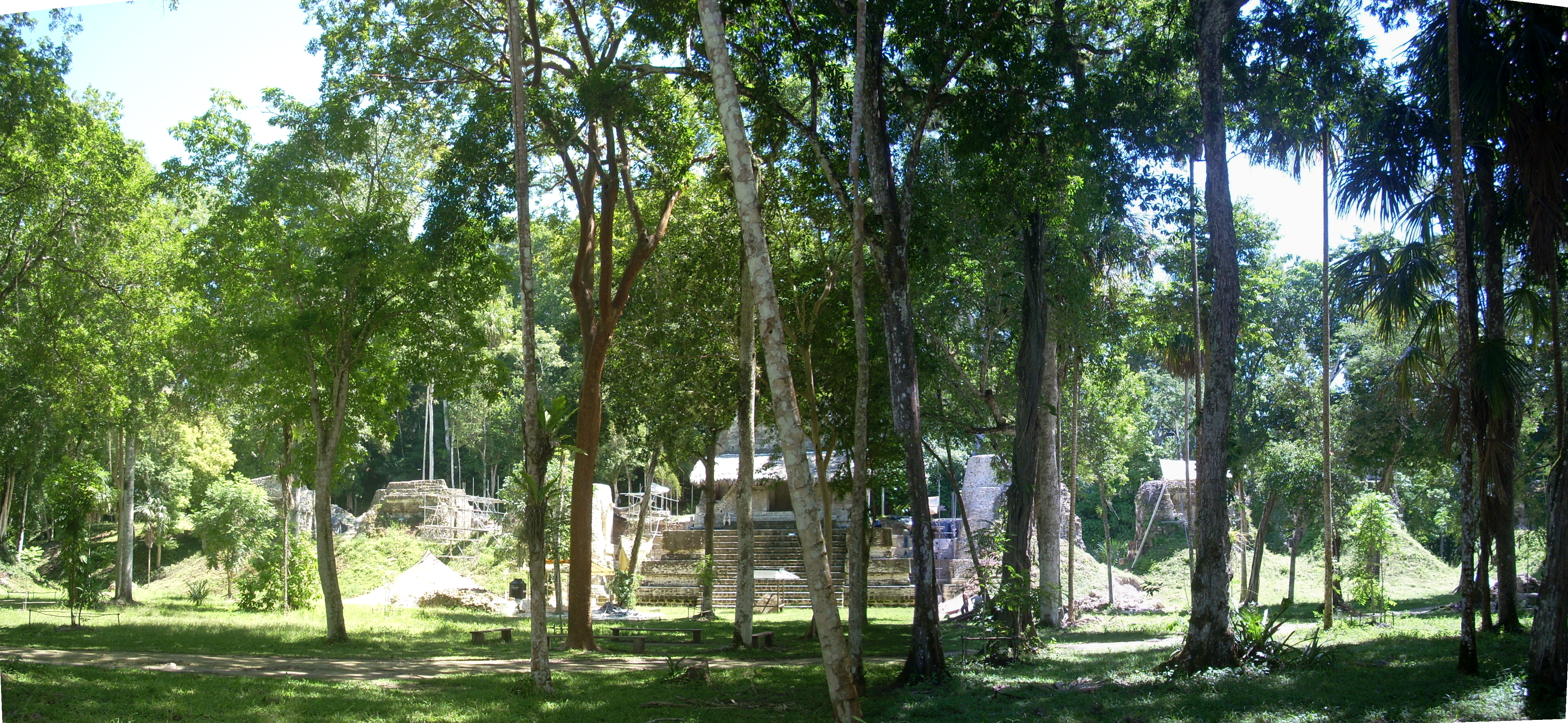
Siedem świątyń po wschodniej stronie placu

Plac Siedmiu Świątyń (hiszp. Plaza de los Siete Templos) – ruiny kompleksu architektonicznego położonego w majańskim mieście Tikál w północnej Gwatemali.

## Opis
Plac ma powierzchnię około 25 000 m² i znajduje się między Mundo Perdido a Południowym Akropolem, na północ od niego położona jest Świątynia III. Jego nazwa pochodzi od siedmiu małych, niemal identycznych świątyń datowanych na późny okres klasyczny (600 – 900 n.e.).
Główna oś placu przebiega od centralnego dziedzińca na stronie północnej do budowli pałacowej (oznaczonej jako Struktura 5D-91) na południu. Obiekty jej towarzyszące 5D-90 i 5D-92 zostały wzniesione jako przybudówki pałacu. W tym samym czasie powstały również trzy boiska do gry ulokowane w jego północnej części. Natomiast siedem świątyń powstało prawdopodobnie w późniejszym czasie. Archeolodzy podzielili Plac Siedmiu Świątyń na kilka stref:
- Centralne Patio – wewnętrzny dziedziniec o powierzchni 8000 m², lekko nachylony pod kątem w celu odprowadzania wody deszczowej do zbiornika w pobliżu Świątyni III. Od wschodniej strony patio znajduje się siedem świątyń, od południowej zespół pałacowy, od północnej trzy boiska do gry, a od zachodu budowle kompleksu Mundo Perdido. Podczas badań archeologicznych odkryto strukturę na planie koła oraz pochówek ulokowany na osi wschód-zachód[5].
- Patio Północne – obszar położony bezpośrednio na północ od Centralnego Patio, gdzie znajdują się trzy boiska do gry.
- Patio Wschodnie – obszar znajdujący się za siedmioma świątyniami, który w rzeczywistości jest zachodnim tarasem Południowego Akropolu. Odkryto tam ścianę datowaną na okres preklasyczny.
- Patio Południowe – teren na południe od pałacu.

Zachodnia strona placu jest natomiast otoczona pozostałościami kompleksu Grupy E (Mundo Perdido).

## Historia

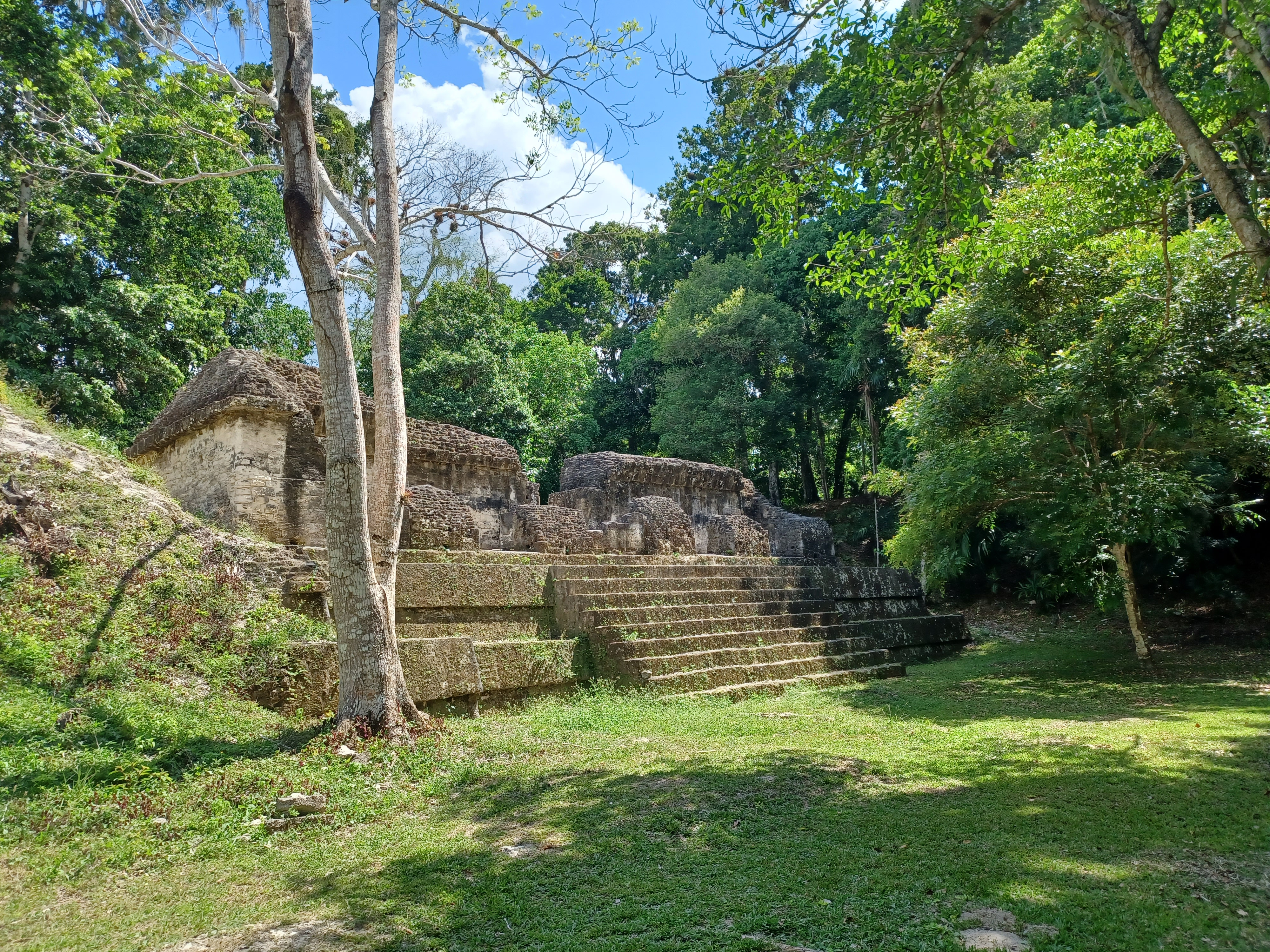
Struktura 5D-90 położona na południowej stronie placu

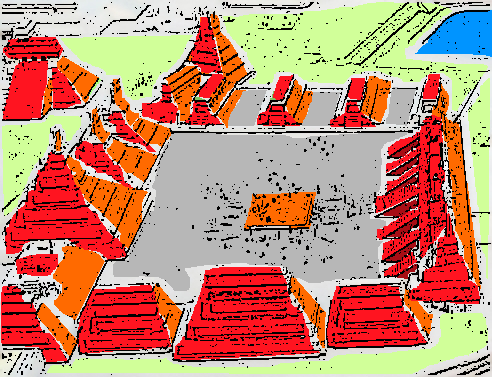
Rekonstrukcja placu

Najwcześniejsze ślady działalności człowieka odnalezione na placu datowane są na około 650 rok p.n.e. W jego południowo-zachodniej części odkryto dwa zagłębienia wykute w skale wapiennej, w których znajdowały się liczne fragmentów ceramiki. Przypuszczalnie tego typu koncentracje wyrobów ceramicznych pełniły funkcje rytualne lub były cechą kulturową. Nie były natomiast związane z żadnymi budowlami, gdyż najwcześniejsze ślady ich powstawania datowane są na okres od 650 do 550 roku p.n.e. i obejmują pierwszą fazę budowy kompleksu świątynnego Grupy E.
Natomiast pierwszym obiektem wzniesionym na samym placu jest datowana na okres 400–200 roku p.n.e. mała okrągła platforma o wysokości 12 cm i 4 m szerokości, ustawiona na cienkiej stiukowej posadzce. Odkryto ją pod powierzchnią Centralnego patio przed świątynią 5D-95. Z uwagi na pozostałości popiołu mógł to być rodzaj domu lub ołtarz.
Plac jeszcze w późnym okresie preklasycznym pozostawał ważną, aczkolwiek otwartą przestrzenią między Południowym Akropolem na wschodzie a Placem Zaginionego Świata na zachodzie. Nie posiadał również żadnej nawierzchni, gdyż tą układano tylko wokół istniejących wówczas budowli.
Liczne fragmenty ceramiki z okresu wczesnoklasycznego wskazują, że w tym czasie na placu miała miejsce prawdopodobnie wzmożona działalność budowlana. 
W późnym okresie klasycznym plac uzyskał ostateczny kształt. Powstały wówczas budowle 5D-90 i 5D-91, wysunięte na zachód świątynie oraz centralne budynki skrzydła południowego. Liczne pochówki odkryte wokół Struktury 5D-90 wskazują, że plac pozostawał w użytku aż do opuszczenia miasta. 